# Acanthoponera minor
Acanthoponera minor é uma espécie de inseto do gênero Acanthoponera, pertencente à família Formicidae.